# Charles Ruggles
Charles Sherman „Charlie“ Ruggles (* 8. Februar 1886 in Los Angeles, Kalifornien; † 23. Dezember 1970 in Hollywood, Kalifornien) war ein US-amerikanischer Schauspieler und Bruder des Regisseurs Wesley Ruggles. Er verkörperte vor allem ängstliche oder trottelige Männer in komischen Rollen.

## Leben
Charlie Ruggles wollte ursprünglich Arzt werden, spielte aber bereits 1905 erste Rollen am Theater. Er entschied sich, Schauspieler zu werden und wirkte unter anderem 1913 in der Erstaufführung des Musical von The Tik-Tok Man of Oz mit Texten von Frank L. Baum und Kompositionen von Louis F. Gottschalk. Ein Jahr später ging Ruggles an den Broadway, wo er in den nächsten Jahren teilweise große Erfolge feiern konnte wie in The Passing Show of 1918. Charles Ruggles gab sein Leinwanddebüt 1915, zu den zahlreichen Stummfilmen, in denen er auftrat, gehörte eine Verfilmung von Peer Gynt an der Seite von Alma Rubens.
Doch erst mit Einführung des Tonfilms begann seine eigentliche Filmkarriere. Von 1929 bis 1935 unter Vertrag bei Paramount Pictures, drehte Ruggles unter anderem mehrere Filme unter der Regie von Ernst Lubitsch, darunter Ärger im Paradies. Ruggles bildete zu der Zeit mit Mary Boland ein populäres Leinwandpaar in einer Anzahl von kostengünstig hergestellten Komödien. Während Boland dabei in der Regel den Typ der herrschsüchtigen Ehefrau übernahm, spielte Ruggles den langleidenden, unterdrückten Ehemann.  Er war 1933 einer der zahlreichen Paramount-Stars, die das Studio zu einer Starbesetzung versammelte, um Alice im Wunderland auf die Leinwand zu bringen. Ruggles spielte dabei den Märzhasen. Zu seinen bekannteren Rollen gehörte der Auftritt neben Charles Laughton in Ein Butler in Amerika, bei dem Leo McCarey 1935 Regie führte.
Nach 1936 spielte Ruggles ohne feste Studioengagement in einer Vielzahl von Komödien, darunter 1938 neben Katharine Hepburn als zerstreuter Großwildjäger Applegate in Leoparden küßt man nicht und 1939 in Invitation to Happiness, erneut unter der Regie von Wesley Ruggles. Ab 1949 hatte er vorwiegend Fernseh- und Theaterauftritte. Von 1949 bis 1952 war er in The Ruggles zu sehen, einer der ersten Sitcoms im Fernsehen. Bis Ende der 1960er folgen zahlreiche Gastrollen und Auftritte in TV-Shows.
Anfang der 1960er Jahre kehrte Ruggles auf die Leinwand zurück. 1961 wiederholte er in der Verfilmung der Komödie In angenehmer Gesellschaft an der Seite von Fred Astaire und Lilli Palmer seine Bühnenrolle, für die er 1959 mit dem Tony Award als bester Nebendarsteller ausgezeichnet wurde. 1963 war Charles Ruggles in Papa’s Delicate Condition, der Verfilmung von Corinne Griffiths gleichnamiger Autobiografie über ihre Kindheit und Jugend in Texas, als deren Großvater zu sehen. Nach einigen Auftritten in Produktionen von Walt Disney Pictures, darunter Die Vermählung ihrer Eltern geben bekannt als Großvater von Hayley Mills sowie Der Pauker kann’s nicht lassen und Vierzig Draufgänger, jeweils neben Fred MacMurray, zog sich der Schauspieler Mitte der 1960er von der Leinwand zurück.
Im Laufe seiner Karriere, die über 100 Filme und zahlreiche Bühnen- und Fernsehauftritte umfasste, war Charles Ruggles spezialisiert auf die Darstellung eher furchtsamer, wenig selbstbewusster Männer, die den Anfeindungen der Umwelt meist hilflos gegenüberstanden.
Charlie Ruggles starb im Alter von 84 Jahren und wurde im Forest Lawn Memorial Park beerdigt. Er war zweimal verheiratet. Von 1914 bis 1921 mit Adele Rowland und in zweiter Ehe seit 1942 mit Marion LaBarba. Insgesamt drei Sterne auf dem Hollywood Walk of Fame erinnern an die Tätigkeiten in den Bereichen Film, Fernsehen und Radio des Schauspielers.

## Filmografie (Auswahl)
- 1915: The Majesty of the Law
- 1929: Gentlemen of the Press
- 1930: Charleys Tante (Charley's Aunt)
- 1931: Der lächelnde Leutnant (The Smiling Lieutenant)
- 1932: Eine Stunde mit Dir (One Hour With You)
- 1932: Ärger im Paradies (Troubole in Paradise)
- 1932: Wenn ich eine Million hätte (If I Had a Million)
- 1932: Schönste, liebe mich (Love Me Tonight)
- 1932: Madame verliert ihr Kleid (This Is the Night)
- 1932: Madame Butterfly
- 1932: Der Abend des 13. Juni (The Night of June 13)
- 1933: Alice im Wunderland (Alice in Wonderland)
- 1933: Panik im Zoo (Murders in the Zoo)
- 1934: Murder in the Private Car
- 1934: Sechs von einer Sorte (Six of a Kind)
- 1934: Jagd nach dem Glück (The Pursuit of Happiness)
- 1935: No More Ladies
- 1935: The Big Broadcast of 1936
- 1935: Ein Butler in Amerika (Ruggles of Red Gap)
- 1936: Anything Goes
- 1938: Leoparden küßt man nicht (Bringing Up Baby)
- 1938: Breaking the Ice
- 1939: Invitation to Happiness
- 1939: Balalaika
- 1940: Keine Zeit für Komödie (No Time for Comedy)
- 1940: Die unsichtbare Frau (The Invisible Woman)
- 1942: Friendly Enemies
- 1944: Three Is a Family
- 1945: Incendiary Blonde
- 1946: Die große Lüge (A Stolen Life)
- 1947: Ein Leben wie ein Millionär (It Happened on Fifth Avenue)
- 1947: Die Farm der Gehetzten (Ramrod)
- 1949: The Lovable Cheat
- 1949: Stern vom Broadway (Look for the Silver Lining)
- 1954–1955: The World of Mr. Sweeney (Fernsehserie, 347 Folgen)
- 1961: Alles in einer Nacht (All in a Night’s Work)
- 1961: In angenehmer Gesellschaft (The Pleasure of His Company)
- 1961: Die Vermählung ihrer Eltern geben bekannt (The Parent Trap)
- 1962: Der Pauker kann’s nicht lassen (Son of Flubber)
- 1963: Papa’s Delicate Condition
- 1964: So bändigt man Eva (I'd Rather Be Rich)
- 1966: Bonanza (Fernsehserie, 1 Folge)
- 1966: Vierzig Draufgänger (Follow Me Boys!)